# フランチェスコ・タレンティ
フランチェスコ・タレンティ（Francesco Talenti, 1300年頃？〜1370年頃？）は、中世イタリア、フィレンツェの彫刻家、建築家。

## 経歴
タレンティの経歴は不明な部分が多く、彫刻家とされるが、彼に帰属する作品は今のところ知られていない。むしろサンタ・マリア・デル・フィオーレ大聖堂の工匠頭の一人としてより有名である。
彼は、1360年頃にアルノルフォ・ディ・カンビオの計画に基づいて、大聖堂の平面を現在のものに拡張した。しかし、彼が直径42.2mもの八角形にいかなる方法でドームを架けようとしたのかは分かっておらず（フィリッポ・ブルネレスキは地上から構築された仮枠によって建設するつもりだったのではないかと推察している）、1410年代には建設は不可能ではないかと危惧された。